# Егоревск
Егоревск (на руски: Егорьевск) е град в Русия, административен център на Егоревски район, Московска област. Населението му към 1 януари 2018 е 73 766 души.